# Egon Fietke
Egon Fietke, właśc. Andrzej Miastkowski, pseud. „Kosmiczny Akrobata” (ur. 10 lipca 1967 w Łodzi) – polski artysta, grafficiarz, twórca street artu i mozaiki.

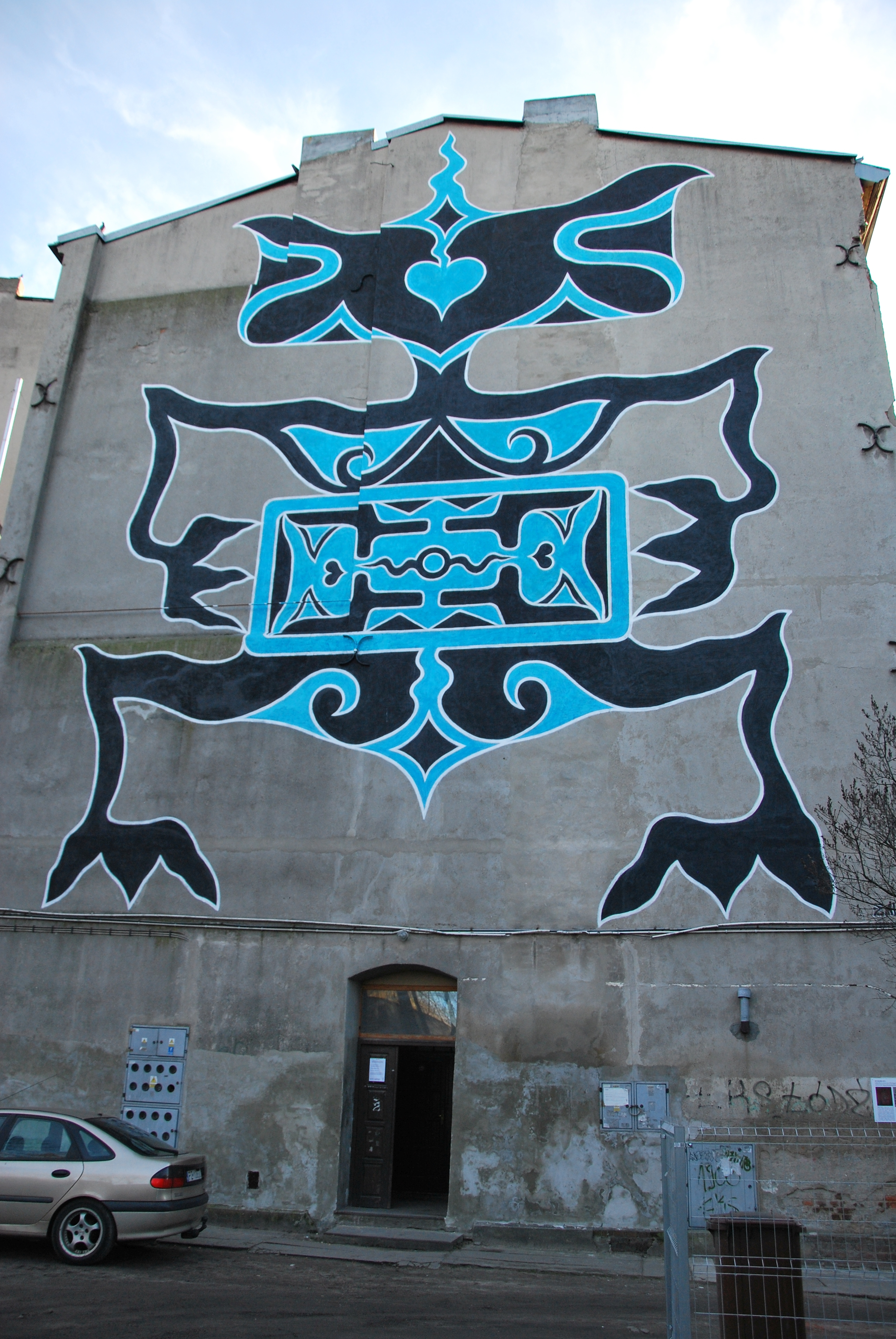
Mural autorstwa Egona Fietke „Madonna astronautów” przy ul. Pogonowskiego 12 w Łodzi, inspirowany obrazem Wacława Kondka pod tym samym tytułem

## Życiorys
Fietke ukończył studia kulturoznawcze ze specjalnością filmoznawstwo na Wydziale Filologicznym Uniwersytetu Łódzkiego. Początki jego działalności artystycznej miały miejsce w Gdańsku. W latach 1988–1990 uczestniczył w Pomarańczowej Alternatywie w ramach Galerii Działań Maniakalnych w Łodzi. Działał na rzecz ruchu Wolność i Pokój, w ramach którego współtworzył zespół „Egon Fietke Orange Reggae Band”, z którym uczestniczył w prowokacji muzycznej na festiwalu Hyde Park w Lubieszewie w 1989.
Wraz z: Michałem Pietrzakiem („Jerzy Korzeń”) Kamilem Chrapowickim („KAM”), Tomaszem Wieczorkiem („Barnaba”), Michałem Gralakiem („Marek Jahoda”) i  Adrianną Rajch („Stanisława Gołąb”) grupę artystyczną Wspólnota Leeeżeć, której był głównym animatorem i w ramach której współtworzył i redagował „Tygodnik Leeeżeć” i zin „Kau gryzoni na serze”. Jest autorem szablonu „Uwięzić politycznych”, wyrażającego nieufność wobec odradzającej się w latach 90. XX w. demokracji w Polsce oraz szablonu „997 telefon zaufania”.
Był wokalistą oraz twórcą scenografii koncertowych własnej grupy muzycznej Egon Fietke Ventilator (1989–1993). Od lat 90. XX w. tworzy także instalacje przestrzenne, ultrafioletowe, o fantastycznej funkcji, stanowiące futurystyczne urządzenia służące międzyplanetarnym kontaktom, m.in. z masy papierowej, gałęzi, makulatury i rolek po przędzy oraz tworzy autorskie filmy. Wystawy i pokazy jego sztuki odbywały się zarówno w krajach europejskich jak: Francja, Włochy, Holandia i Anglia, a także w Japonii i USA. Był także kuratorem cyklu wystaw sztuki „Die Kunst ist Toth”.

## Wybrana twórczość

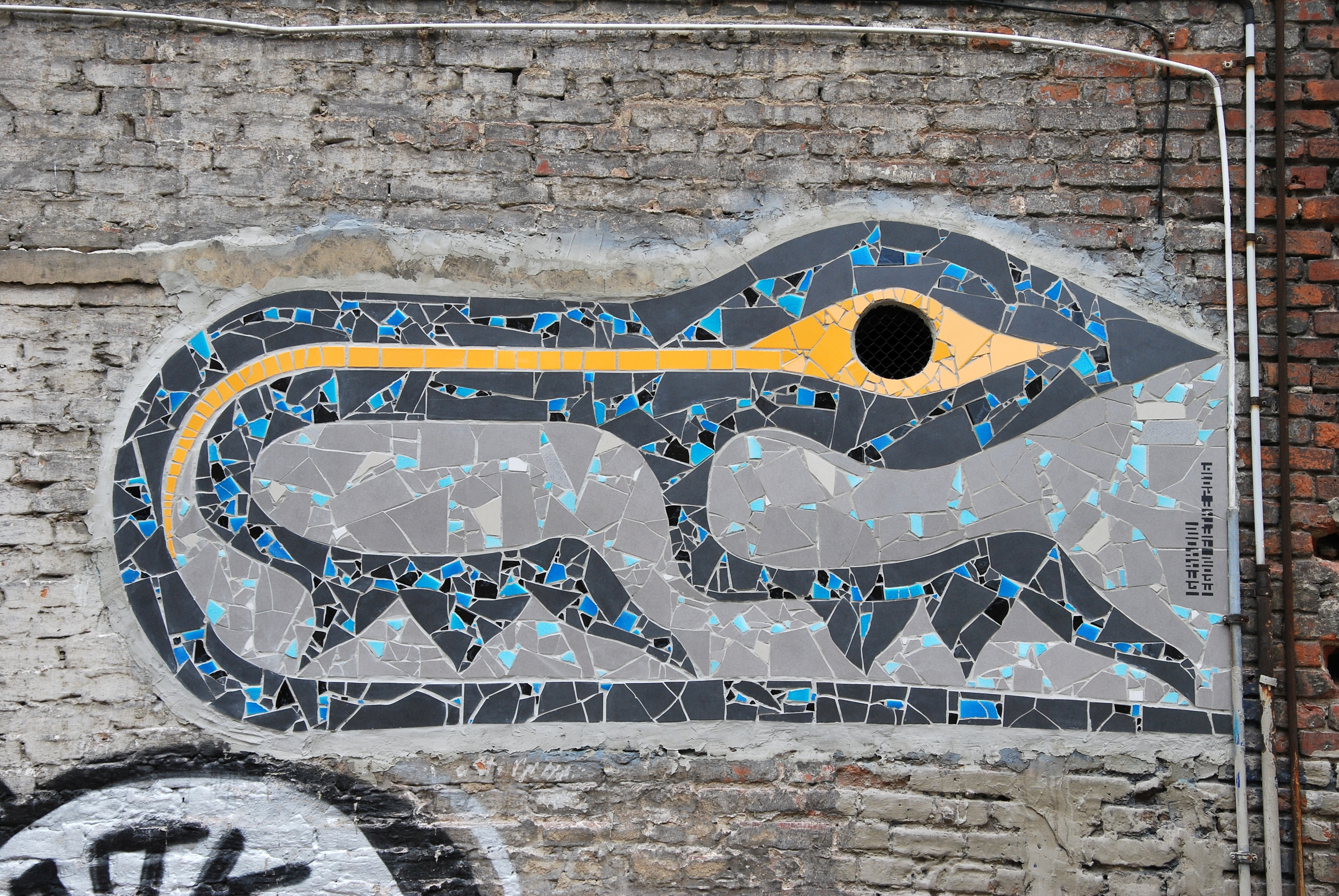
Mozaika Gekon z 2016 roku

### Murale
- „Madonna astronautów” (2015) przy ul. Pogonowskiego 12 w Łodzi,
- „Lisowaty z kapibarą” (2016) przy ul. Wrześnieńskiej 2 w Łodzi[11][3],
- „Instruktor" (2015) przy ul. Wróbla 5 w Łodzi[12],
- „Kot diagnostyk" (Łódź, 2015)[3],

### Mozaiki
- „Gekon” przy ul. gen. R. Traugutta 5 w Łodzi (2016),
- „Pocałunek miłości” w przejściu podziemnym przy skrzyżowaniu al. marsz. J. Piłsudskiego i ul. Konstytucyjnej w Łodzi[13].

### Futurystyczne urządzenia
- „Przenośna i Stacjonarna Kabina Teleportacyjna”
- „Wagon Kontaktów Międzyplanetarnych”[7].